# Karl Gola
Karl Gola (* 29. Juni 1920 in Halle (Saale)) ist ein ehemaliger deutscher Fußballspieler, der im Jahre 1952 mit Turbine Halle Meister in der DDR-Oberliga wurde.

## Karriere

### Vor dem Zweiten Weltkrieg, 1930–1940
Im Arbeitersportverein VfB Trotha (Halle) begann der 10-jährige Karl Gola in der Jugendabteilung mit dem Fußballspiel. Nach dem politischen Verbot der Arbeitersportvereine wechselte er im Jahre 1933 zum FC Wacker Halle. Bereits als 16-Jähriger fand er Aufnahme in der Liga-Mannschaft vom FC Wacker, der in der Runde 1936/37 in der Gauliga Mitte antrat. Dort spielte Gola bis zu seinem Fronteinsatz in Russland ab 1940. Im Jahre 1945 kehrte er in die Heimat zurück.

### Beginn nach dem Zweiten Weltkrieg
Eine Landesmeisterschaft wurde in Sachsen-Anhalt in den Runden 1945/46 bis 1947/48 nicht durchgeführt. Es wurde in unterschiedlicher Intensität auf Kreis- und Stadtebene gespielt. Karl Gola war zum Verbleib in seinem Wohngebiet in Giebichenstein – einem Stadtteil im Norden von Halle – bis 1948 gebunden. Erst mit der Gründung der SG Freiimfelde Halle konnte er ab 1948 wieder regelmäßiges Training und einen Punktspielbetrieb über die örtliche Begrenzung hinaus erleben.

### SG Freiimfelde Halle/ZSG Union Halle, 1948–1950
Heinz Acke, Hallenser Unternehmer, war der große Pionier des Hallenser Fußballs nach dem Zweiten Weltkrieg. Er war der Schöpfer und die Seele von Freiimfelde Halle, dem ersten Großverein der Landeshauptstadt von Sachsen-Anhalt. Selbstverständlich gehörte auch der gewandte, außergewöhnlich trickreiche und schnelle Flügelstürmer Karl Gola vom ersten Tag dem neuen Erfolgsteam von Halle an. Das Land Sachsen-Anhalt war in mehr als zwei Dutzend Fußballkreise eingeteilt, von denen jeder seinen eigenen Meister ermittelte. Über diese Kreise hinaus wurden die sogenannten Gebietsmeisterschaften ausgespielt. Als es galt, die zwei Vertreter von Sachsen-Anhalt für die Meisterschaft in der Sowjetischen Besatzungszone zu ermitteln, stritten die Gebietsmeister um diese Qualifikation. Im Semifinale traf am 6. Juni 1948 Freiimfelde Halle in Bitterfeld auf die SG Köthen Süd. Gola erzielte beim 5:2-Sieg den Treffer zum 1:0. Bei der erstmals ausgespielten Meisterschaft 1948 waren jeweils zwei Vertreter der Länder von Mecklenburg, Brandenburg, Sachsen-Anhalt, Thüringen und Sachsen startberechtigt, während Berliner Vertreter aus politischen Gründen nicht zugelassen waren. Die SG Freiimfelde setzte sich über die SG Wismar und SG Meerane durch und stand damit am 4. Juli 1948 in Leipzig im Finale gegen die SG Planitz (Zwickau). Mit einem 1:0-Sieg setzte sich die Mannschaft aus Sachsen durch. Karl Gola hatte als Linksaußen für Freiimfelde mitgewirkt.
In der Runde 1948/49 holte sich die SG Freiimfelde zuerst in der Landesklasse, Staffel Süd, vor Union Dessau die Meisterschaft. Die Meisterschaft von Sachsen-Anhalt erreichten sie am 10. April 1949 mit einem 2:0 in Magdeburg gegen BW Stendal. Gola stürmte jeweils auf der linken Flügelposition der Meistermannschaft, die ab April 1949 zur ZSG Union Halle umbenannt worden war. Union Halle setzte sich im Mai in den Spielen um die Meisterschaft 1949 mit 2:1 gegen die SG Dresden-Friedrichstadt und mit 3:0 gegen Eintracht Stendal durch. Durch die Bevorzugung von zwei Heimspielen und dem ungeahndeten Einsatz der nicht spielberechtigten Spielern Knefler (Bernburg), Lehmann, Blank (beide Glaucha-Halle) und Schmidt (Zappendorf) war in der Sowjetischen Besatzungszone die Empörung gegenüber der ZSG Union Halle riesengroß. Union Halle, Prototyp der geplanten Betriebssportgemeinschaften, denen nach dem Willen der politischen Führung der künftigen DDR die Zukunft gehören sollte, musste gewinnen – koste es, was es wolle. Das Finale am 26. Juni 1949 im Dresdner Ostragehege (Heinz-Steyer-Stadion) entschied die Union aufgrund einer geschlossenen Mannschaftsleistung mit 4:1 Toren für sich. Herausragende Akteure waren in den Siegerreihen der Stopper Otto Knefler, die zwei schnellen sowie zweikampf- und schussstarken Flügelstürmer Rolf Theile und Karl Gola und auf der Mittelstürmerposition das Trumpf-As Herbert Rappsilber, der im Finale auch zwei Tore erzielte.
In der Saison 1949/50 wurde die Meisterschaft erstmals in einer Liga ausgespielt. In der DS-Liga belegte die ZSG Union Halle den 5. Tabellenplatz. Karl Gola war in 25 von 26 möglichen Spielen für Union im Einsatz. Im Länderpokal – der nur noch in dieser Runde in Gesamtdeutschland ausgetragen wurde – kam der beidfüßige Linksaußen zu zwei Einsätzen im Team von Sachsen-Anhalt gegen Thüringen und Nordwürttemberg. Der absolute Superstar im DDR-Fußball in der Saison 1949/50 war der Dresdner Helmut Schön. Er war Regisseur, Torschütze und Spielertrainer der Friedrichstädter und zugleich der erste Nationaltrainer der DDR.

### BSG Turbine Halle, 1950–1953
Im Jahre 1950 erfolgte die nächste Umbenennung. Aus der ZSG Union wurde die BSG Turbine Halle. Die „Blau-Weißen“ aus dem Kurt-Wabbel-Stadion belegten in der Runde 1950/51 den 6. Platz und Karl Gola hatte in 18 Spielen am linken Flügel mitgewirkt. Im zweiten Jahr gelang der neu installierten BSG der große Wurf. Turbine Halle wurde in der Runde 1951/52 Meister der DDR-Oberliga. Mit 53:19 Punkten wurden SG Volkspolizei Dresden und BSG Chemie Leipzig auf die Plätze verwiesen. In 26 Spielen hatte Karl Gola seinen Beitrag zum Meisterschaftsgewinn geleistet.
Mit 33 Jahren verabschiedete er sich nach der Runde 1952/53 – in 12 Spielen hatte er noch mitgewirkt – aus der Oberliga. Von 1949 bis 1953 hatte er in der Oberliga 81 Spiele bestritten und 24 Tore erzielt.

### Karriereausklang, 1953–1956
Von Oktober 1953 bis 1956 ließ Karl Gola seine Laufbahn als Spielertrainer bei Motor Hohenthurm ausklingen.

## Beruflich/Privat
Karl Gola hatte von 1934 bis 1938 eine Lehre als Bauschlosser absolviert und sich am 8. Juli 1944 verheiratet. Später war er beruflich als Transportbrigadier im VEB Dampfkesselbau Hohenthurm beschäftigt. In Hohenthurm, etwa 10 km vom Stadtkern Halles entfernt, hatte er auch seinen Wohnsitz und betätigte sich in der Freizeit in seinem Schrebergarten.